# 202 (число)
Вижте пояснителната страница за други значения на 202.
202 (двеста и две) е естествено, цяло число, следващо 201 и предхождащо 203.
Двеста и две с арабски цифри се записва „202“, а с римски цифри – „CCII“. Числото 202 е съставено от три цифри от позиционните бройни системи – 2 (две), 0 (нула).

## Общи сведения
- 202 е четно число.
- 202-рият ден от годината е 21 юли.
- 202 е година от Новата ера.